# Трубна (станція метро)
«Трубна» (рос. Трубная) — 173-а станція Московського метрополітену, розташована під Трубною площею, в районі перетину Цвітного бульвару і Бульварного кільця на Люблінсько-Дмитровській лінії між станціями «Стрітенський бульвар» і «Достоєвська». Відкрита 30 серпня 2007. Названа по однойменній площі.
«Трубна» є однією зі станцій метро колонно-стінового типу в Московському метрополітені. Крім того, за цім проектом також побудовано декілька станцій, яки розташовані на Люблінській лінії: «Крестьянська застава», «Дубровка», «Достоєвська».

## Вестибюлі і пересадки
З південно-східного торця станції можна по ескалаторах піднятися у підземний вестибюль, розташований на початку Цвітного бульвару. З північно-західного торця станції можна перейти на станцію «Цвітний бульвар» Серпуховсько-Тимірязєвської лінії.

### Пересадки
- Станція метро Серпуховсько-Тимірязєвської лінії  Цвітний бульвар
- Автобуси: м5, м53, с538, н6

## Технічні характеристики
Конструкція станції — колонно-стінова трисклепінна глибокого закладення, для посилення конструкції кожен п'ятий прохід між колонами замінений простінком. Станція була споруджена за новим проектом, без підплатформових приміщень, її колони і колійні стіни спираються на монолітну залізобетонну плиту.

## Оздоблення
Відповідно до проектного рішення, на склепіннях станції встановлені водозахисні декоративні парасольки з білого склопластику, колійні стіни і колони облицьовані мармуром світлих тонів, вставки між колонами — темно-зеленим. Простий геометричний малюнок гранітного килима на підлозі повторює ритм порталів з чергуванням світло-сірого і чорного каменю. Для освітлювання станції використовується м'якє закарнізнє світло світильниками, прихованими в нішах за карнизом склепіння станції (над порталами — помаранчевого, по всьому залу — білого кольору), а також 18 бульварних ліхтарів з кронштейнами в стилі модерн.

## Колійний розвиток

Схема колійного розвитку станції «Трубна»

Станція з колійним розвитком — 2 стрілочних переводи і пошерсний з'їзд.